# Parlamentswahl in der Türkei 1999
- DSP: 136
- Unabh.: 3
- ANAP: 86
- DYP: 85
- MHP: 129
- FP: 111

Die Wahl zur 21. Großen Nationalversammlung der Türkei fand am 18. April 1999 statt. Gewählt wurden die 550 Abgeordneten des nationalen Parlaments. Erstmals fanden am Tag einer Parlamentswahl auch Lokal-/Kommunalwahlen statt.
Die beiden größten Sieger waren die Demokratische Linkspartei (DSP) und die Partei der Nationalistischen Bewegung (MHP), beide erreichten jeweils knapp 20 Prozent und bildeten in der Folge eine Koalition. Vermutlich profitierte ihr Wahlergebnis von der Festnahme des PKK-Führers Abdullah Öcalan.

## Teilnehmende Parteien
Es traten 20 verschiedene Parteien zur Wahl an:
| Logo | Logo | Partei                                      | Ausrichtung                      |
| ---- | ---- | ------------------------------------------- | -------------------------------- |
|      |      | Demokratische Linkspartei (DSP)             | kemalistisch, sozialdemokratisch |
|      |      | Partei der Nationalistischen Bewegung (MHP) | islamisch-nationalistisch        |
|      |      | Tugendpartei (FP)                           | islamisch-konservativ            |
|      |      | Mutterlandspartei (ANAP)                    | kemalistisch liberal-konservativ |
|      |      | Partei des Rechten Weges (DYP)              | kemalistisch liberal-konservativ |
|      |      | Republikanische Volkspartei (CHP)           | kemalistisch, sozialdemokratisch |
|      |      | Partei der Volksdemokratie (HADEP)          | Minderheitenpolitik              |
|      |      | Partei der Großen Einheit (BBP)             | islamisch-nationalistisch        |
|      |      | Partei der Freiheit und Solidarität (ÖDP)   | sozialistisch                    |
|      |      | Demokratische Türkei Partei (DTP)           | kemalistisch liberal-konservativ |
|      |      | Liberaldemokratische Partei (LDP)           | liberal                          |
|      |      | Demokratische Partei (DP)                   | liberal-konservativ              |
|      |      | Volkspartei (MP)                            | nationalistisch                  |
|      |      | Friedenspartei (BP)                         |                                  |
|      |      | Arbeiterpartei (İP)                         | sozialistisch                    |
|      |      | Partei der Arbeit (EMEP)                    | marxistisch-leninistisch         |
|      |      | Partei der Wiedergeburt (YDP)               |                                  |
|      |      | Sozialistische Regierungspartei (SİP)       | sozialistisch                    |
|      |      | Türkische Partei der Veränderung (DEPAR)    |                                  |
|      |      | Demokratie- und Friedenspartei (DBP)        |                                  |

## Zahl der Abgeordneten nach Provinzen
| - Adana 14 - Adıyaman 5 - Afyonkarahisar 7 - Ağrı 5 - Amasya 3 - Ankara 29 - Antalya 13 - Artvin 2 - Aydın 8 - Balıkesir 8 - Bilecik 2 - Bingöl 3 | - Bitlis 4 - Bolu 5 - Burdur 3 - Bursa 16 - Çanakkale 4 - Çankırı 3 - Çorum 5 - Denizli 7 - Diyarbakır 11 - Edirne 4 - Elazığ 5 - Erzincan 3 | - Erzurum 7 - Eskişehir 6 - Gaziantep 9 - Giresun 5 - Gümüşhane 2 - Hakkâri 3 - Hatay 10 - Isparta 5 - Mersin 12 - İstanbul 69 - İzmir 24 - Kars 3 | - Kastamonu 4 - Kayseri 8 - Kırklareli 3 - Kırşehir 3 - Kocaeli 9 - Konya 16 - Kütahya 6 - Malatya 7 - Manisa 10 - Kahramanmaraş 8 - Mardin 6 - Muğla 6 | - Muş 4 - Nevşehir 3 - Niğde 3 - Ordu 7 - Rize 3 - Sakarya 6 - Samsun 9 - Siirt 3 - Sinop 3 - Sivas 6 - Tekirdağ 5 - Tokat 7 | - Trabzon 8 - Tunceli 2 - Şanlıurfa 11 - Uşak 3 - Van 7 - Yozgat 6 - Zonguldak 5 - Aksaray 4 - Bayburt 2 - Karaman 3 - Kırıkkale 4 - Batman 4 | - Şırnak 3 - Bartın 2 - Ardahan 2 - Iğdır 2 - Yalova 2 - Karabük 3 - Kilis 2 - Osmaniye 4 |

## Wahlergebnis
Es wurden 18 % der Wähler nicht im Parlament repräsentiert.
| Partei                                           | Partei                                      | Stimmen    | Stimmen | Stimmen | Sitze  | Sitze |
| Partei                                           | Partei                                      | Anzahl     | %       | +/−     | Anzahl | +/−   |
| ------------------------------------------------ | ------------------------------------------- | ---------- | ------- | ------- | ------ | ----- |
|                                                  | Demokratische Linkspartei (DSP)             | 6.919.668  | 22,19   | +7,55   | 136    | +60   |
|                                                  | Partei der Nationalistischen Bewegung (MHP) | 5.606.634  | 17,98   | +9,80   | 129    | +129  |
|                                                  | Tugendpartei (FP)                           | 4.805.384  | 15,41   | −5,97   | 111    | −47   |
|                                                  | Mutterlandspartei (ANAP)                    | 4.122.926  | 13,22   | −6,43   | 86     | −46   |
|                                                  | Partei des Rechten Weges (DYP)              | 3.745.417  | 12,01   | −7,17   | 85     | −50   |
|                                                  | Republikanische Volkspartei (CHP)           | 2.716.096  | 8,71    | −2,00   | 0      | −49   |
|                                                  | Partei der Volksdemokratie (HADEP)          | 1.482.194  | 4,75    | +0,58   | 0      | ±0    |
|                                                  | Partei der Großen Einheit (BBP)             | 456.354    | 1,46    | Neu     | 0      | Neu   |
|                                                  | Unabhängige Kandidaten                      | 270.265    | 0,87    | +0,39   | 3      | +3    |
|                                                  | Partei der Freiheit und Solidarität (ÖDP)   | 248.555    | 0,80    | Neu     | 0      | Neu   |
|                                                  | Demokratische Türkei Partei (DTP)           | 179.873    | 0,58    | Neu     | 0      | Neu   |
|                                                  | Liberaldemokratische Partei (LDP)           | 127.168    | 0,41    | Neu     | 0      | Neu   |
|                                                  | Demokratische Partei (DP)                   | 92.089     | 0,30    | Neu     | 0      | Neu   |
|                                                  | Volkspartei (MP)                            | 79.363     | 0,25    | −0,20   | 0      | ±0    |
|                                                  | Friedenspartei (BP)                         | 78.923     | 0,25    | Neu     | 0      | Neu   |
|                                                  | Arbeiterpartei (İP)                         | 57.593     | 0,18    | −0,04   | 0      | ±0    |
|                                                  | Partei der Arbeit (EMEP)                    | 51.752     | 0,17    | Neu     | 0      | Neu   |
|                                                  | Partei der Wiedergeburt (YDP)               | 44.782     | 0,14    | −0,20   | 0      | ±0    |
|                                                  | Sozialistische Regierungspartei (SİP)       | 37.671     | 0,12    | Neu     | 0      | Neu   |
|                                                  | Türkische Partei der Veränderung (DEPAR)    | 37.370     | 0,12    | Neu     | 0      | Neu   |
|                                                  | Demokratie- und Friedenspartei (DBP)        | 24.419     | 0,08    | Neu     | 0      | Neu   |
| Gesamt                                           | Gesamt                                      | 31.184.496 | 100,00  |         | 550    |       |
| Gültige Stimmen                                  | Gültige Stimmen                             | 31.184.496 | 95,49   | −1,16   |        |       |
| Ungültige Stimmen                                | Ungültige Stimmen                           | 1.471.574  | 4,51    | +1,16   |        |       |
| Wahlbeteiligung                                  | Wahlbeteiligung                             | 32.656.070 | 87,09   | +1,89   |        |       |
| Nichtwähler                                      | Nichtwähler                                 | 4.839.147  | 12,91   | −1,89   |        |       |
| Registrierte Wähler                              | Registrierte Wähler                         | 37.495.217 |         |         |        |       |
| Quelle: Türkisches Statistisches Institut (TÜİK) |                                             |            |         |         |        |       |

## Folgen
Bülent Ecevit von der sozialdemokratischen DSP gründete am 28. Mai 1999 mit der rechtsextremen MHP und der viertstärksten Partei namens „Mutterlandpartei“ (ANAP) eine Koalitionsregierung, um eine Machtübernahme der zur drittstärksten Kraft gewordenen radikalreligiösen Tugendpartei (FP) zu verhindern. Ecevit wurde nach über zwei Jahrzehnten erneut Ministerpräsident, und die MHP war nach 21 Jahren wieder an einer Regierung beteiligt.